# Округ Принца Џорџа (Мериленд)
Принца Џорџа (енгл. Prince George's County) је округ у америчкој савезној држави Мериленд.

## Демографија
По попису из 2010. године број становника је 863.420, што је 61.905 (7,7%) становника више него 2000. године.
| Група             | 2000.           | 2010.           |
| Белци             | 194.836 (24,3%) | 128.853 (14,9%) |
| Афроамериканци    | 502.550 (62,7%) | 556.620 (64,5%) |
| Азијати           | 31.032 (3,9%)   | 35.172 (4,1%)   |
| Хиспаноамериканци | 57.057 (7,1%)   | 128.972 (14,9%) |
| Укупно            | 801.515         | 863.420         |